# ピロロ岳
ピロロ岳（ピロロだけ）は、北海道の広尾郡広尾町と様似郡様似町の2町にまたがる標高1,268.7mの山である。山頂には三等三角点「廣尾岳」が設置されている。

## 概要
日高山脈を構成する南日高の山で、楽古岳と広尾岳の間にある地理院地図には未記載の山である。
「ピロロ」はアイヌ語で「山蔭にある」を意味するという。永田方正によると一説ではこのアイヌ語は「広尾」の語源であるとされる。
登山道は存在しないため残雪期に登られる。道道987号から茂寄幹線を途中から徒歩で進みしばらく林道を歩いた後終点の先にある尾根に取り付いて支稜線へ登り、ピロロ岳山頂へそのまま登るのがメインルートである。